# 3 flavors only
『3 flavors only』（スリー フレーバーズ オンリー）は、名塚佳織、ゆいかおりによるコンピレーションCD。2009年9月26日にとらのあなよりリリースされた。

## 概要
Sizukによるプロデュースで、声優の名塚佳織と、当時結成したての声優ユニット・ゆいかおり（小倉唯、石原夏織）の楽曲を収録している。全作曲を俊龍が手掛け、名塚は「Dreamers」にて作詞に参加。ゆいかおりは「恋のオーバーテイク」がデビュー楽曲となる。
後に「恋のオーバーテイク」は、ゆいかおりの1stアルバム『Puppy』、ベストアルバム『Y&K』にも収録された。
初回仕様は、片面がTivによる名塚を描いたイラストと、もう片面がゆいかおりのジャケット写真からなるWジャケットとなっている。
2009年9月26日にとらのあな限定で発売され、同年10月11日には本CDの発売を記念した、ゆいかおりによるインストアイベントがとらのあな秋葉原店にて開催された。

## 収録曲
（全作曲：俊龍、編曲：Sizuk）
1. ナミダ空色 reality
歌：名塚佳織
作詞：Sizuk
2. Dreamers
歌：名塚佳織
作詞：名塚佳織
3. 恋のオーバーテイク
歌：ゆいかおり
作詞：Sizuk

## 収録アルバム
| 曲名               | 収録アルバム | 発売日        |
| ------------------ | ------------ | ------------- |
| 恋のオーバーテイク | 『Puppy』    | 2011年9月21日 |
| 恋のオーバーテイク | 『Y&K』      | 2017年6月21日 |